# GOLDEN☆BEST 藤圭子
『GOLDEN☆BEST 藤圭子』（ゴールデン・ベスト ふじけいこ）は、藤圭子のベスト・アルバム。2005年10月26日発売。発売元はBMG JAPAN。規格品番はBVCK-38110。

## 解説
各レコード会社から発売されているゴールデン☆ベストシリーズの中の1枚で、1970年代に入って間もなく、インパクトのある歌声と歌詞で一世を風靡した女性歌手、藤圭子の廉価版ベスト・アルバム（デビューは1969年）。
1999年に娘・宇多田ヒカルが社会現象的な兆しを見せて以降も、歌手活動は停止したままである。しかし、本アルバム発売以前にも石坂まさを作詞家生活30周年記念盤『藤圭子 伝説の名曲』（1999年10月21日発売：BVCK-37046）、6枚組CD-BOX『聞いて下さい私の人生〜藤圭子コレクション』（2000年12月20日発売：BVCK-37085/90）、6枚組CD全集『藤圭子 コンプリート・シングル・コレクション 1969-1984 〜15年の輝石〜』（2005年）が発売されるなど、旧譜の復刻は多々ある。
全5回出演した『NHK紅白歌合戦』歌唱曲のうち、『第26回NHK紅白歌合戦』で披露された「さすらい」は未収録。歌詞カード巻末には、RVC在籍時代に発売したシングルのレコード・ジャケット一覧が掲載されている（M-20はなし）。
2010年には同じくゴールデン☆ベストシリーズから、CD2枚組の『GOLDEN☆BEST 藤圭子 ヒット&カバーコレクション 艶歌と縁歌』（2010年12月8日発売：MHCL-1825/6）も発売された。

## 収録曲
1. 新宿の女（3:39）
  - 作詞: 石坂まさを・みずの稔、作曲: 石坂まさを、編曲: 小谷充
  - 新宿・西向天神社には歌碑が建立されている。
2. 女のブルース（3:43）
  - 作詞: 石坂まさを、作曲: 猪俣公章、編曲: 成田征英
3. 圭子の夢は夜ひらく（4:10）
  - 作詞: 石坂まさを、作曲: 曾根幸明、編曲: 原田良一
  - 新宿・花園神社には歌碑が建立されている。
4. 命預けます（3:25）
  - 作詞・作曲: 石坂まさを、編曲: 曾根幸明
5. 女は恋に生きていく（3:08）　
  - 作詞・作曲: 石坂まさを、編曲: 池多孝春
6. さいはての女（3:57）
  - 作詞: 石坂まさを、作曲: 彩木雅夫、編曲: 池多孝春
7. 恋仁義（3:45）　
  - 作詞: 石坂まさを、作曲・編曲: 曾根幸明
8. みちのく小唄（3:21）　
  - 作詞: 石坂まさを、作曲: 野々卓也、編曲: 池多孝春
9. 愛の巡礼（3:41）　
  - 作詞: 浅木じゅん、作曲: 石坂まさを、編曲: 高田弘
10. 知らない町で（3:24）　
  - 作詞: 石坂まさを、作曲・編曲: 曾根幸明
11. 京都から博多まで（3:25）
  - 作詞: 阿久悠、作曲: 猪股公章、編曲: 池多孝春
12. 別れの旅（4:15）　
  - 作詞: 阿久悠、作曲: 猪股公章、編曲: 池多孝春
13. 明日から私は（3:36）　
  - 作詞: 山上路夫、作曲・編曲: 鈴木邦彦
14. 恋の雪割草（3:27）　
  - 作詞: 山口洋子、作曲: 猪俣公章、編曲: 竹村次郎
15. 京都ブルース（3:30）
  - 作詞: なかにし礼、作曲・編曲: 馬飼野康二
16. 命火（いのちび）（4:33）
  - 作詞・作曲: 石坂まさを、編曲: 小杉仁三
17. はしご酒（3:46）
  - 作詞: はぞのなな、作曲: 赤坂通、編曲: 小山恭弘
18. 聞いて下さい私の人生（3:37）　
  - 作詞・作曲: 六本木哲、補作曲: 岡千秋、編曲: 池多孝春
19. 面影平野（3:59）　
  - 作詞: 阿木燿子、作曲: 宇崎竜童、編曲: 馬飼野俊一
20. 蝶よ花よと（4:39）
  - 作詞: 鳥井実、作曲: 西谷翔、編曲: 池多孝春